# André Henriques
André Santos Cabral Henriques (Lisboa, 08 de Setembro de 1979) é um DJ, radialista e empresário português. 
Nasceu em Lisboa mas aos cinco anos mudou-se para o Cartaxo, onde tem raízes e viveu dois anos. Voltou para a capital, embora muitos fins-de-semana corresse para o Ribatejo. Aos onze anos passa para a linha e é entre Caxias e Paço D’Arcos que faz o liceu e anda de bicicleta entre as praias e piscinas municipais. 
O pai, disc jockey de profissão, oferece-lhe a primeira mesa de mistura aos 16 anos. Durou 15 dias, até a mãe a confiscar e dizer que terá tempo para pôr música depois de se licenciar . Isto não impediu que seguisse de forma atenta a carreira do pai e fosse sempre clara a herança do gosto pela música, até hoje imortalizado numa coleção grande de discos de vinil, CD’s e DVD’s de música. 

## RÁDIO
Desde pequeno que vendia bonecos aos seus amigos, começando micro negócios de recreio de escola. Um dia apaixona-se por um livro de Philip Kotler e começa a comprar todos os livros de Marketing que encontra, as revistas Briefing e Marketeer. É com esta ideia que em 1997 começa o curso de Comunicação Social e Cultural na Universidade Católica Portuguesa . Uma cadeira opcional de Comunicação Radiofónica desvenda um talento escondido e é através de um convite de Nelson Ribeiro que faz um estágio na Mega FM (hoje em dia MegaHits). Estreia-se, então, nas tardes da Mega com um enorme apoio da Catarina Miranda. Certamente nunca esquecerá o primeiro Rock in Rio (do qual fez cobertura) e as Mega Manhãs que animou durante 5 anos com Teresa Alves.
Em 2013 convidam-no a entrar na RFM onde fez as tardes ao lado de Joana Cruz durante seis meses, altura em que o convidam para as manhãs. O Café da Manhã ganha, assim, novo painel de animação com André Henriques, Mariana Alvim, Joana Cruz e Nilton. Tendo entretanto passado por esta equipa Rui Unas e Salvador Martinha.
Em 2013 esteve em televisão com o programa Formigueiro, na SIC, com Marco Horácio. Um programa com convidado especiais, musicais, concorrentes em vários passatempos e rúbricas arrojadas. 
Em 2016 despede-se da rádio  para se focar na sua carreira artística e na sua empresa. 
Ao longo dos anos dobrou desenhos animados e filmes de animação, além de variados spots publicitários em que lhe reconhecemos a voz,: Decathlon, Nossa Aposta ou o E-learning da REN são alguns exemplos. 
Em 2019 os astros voltaram a aliar-se aos os microfones e até à data inaugura o fim-de-semana na Cidade FM com o Baile na Cidade, programa de rádio do I Love Baile Funk todas as Sextas-Feiras das 22h00 à 00h00. 

## DISC JOCKEY
Foi em 2002 que terminou o seu curso, já trabalhando na Mega FM e a mãe pergunta se ele queria, então, a sua mesa de mistura. Vão até ao Oeiras Parque buscar a primeira mesa e 2 CDJ. 
Começou a bater às portas dos bares e é no Quo Vadis, bar no Cartaxo, que  se estreia. Tocava música independente e representou esse estilo em vários festivais, no Creamfields Lisboa  e com artistas sonantes como Mandy, 2Many DJ’s, entre outros. Tocava música eletrónica há já cerca de sete anos, estava nas festas Flash com o Magazine quando opta por seguir outro rumo musical. Tocou no Lux muitas 3as e 4as feiras, até darem a oportunidade de agarrar as 5as e Sábados, em que fazia a pista viajar entre o disco sound, Pop, Hip Hop e R&B. 
Começa as festas Let’s Control the 80’s em 2008 e rapidamente a marca cresce e constitui uma referência no país inteiro . Tanto pela MegaFM como pelo pai, o acesso e conhecimento da música Pop era grande, começando a abraçar outro tipo de projectos. 
Em 2013, o DJ Kamala abre o Radio Hotel  e André Henriques, em registo de colaboração, junta-se ao conceito Brown Sugar. Estas noites passaram rapidamente a ser as mais desejadas da capital e contaram com a presença de artistas como Virgul, Dino D’Santiago, Carolina Deslandes, entre outros. 
Em 2014 compra a Bloop Recordings e desenvolve-a durante dois anos  . Cria um jornal, uma editora, abre uma loja de discos de vinil  e leva a cabo uma tour nacional - risco em que ninguém se incorria na música eletrónica em Portugal há cerca de 15 anos. 
Em 2015 comprou o I Love Baile Funk, um conceito de música brasileira que estava muito longe do que se ouvia do outro lado do Atlântico. Remodelou completamente a imagem, conceito e conteúdo da marca e não demorou até que as noites mais procuradas de Lisboa fossem as do I Love Baile Funk, na pista de baixo do Bosq no Inverno e em apresentações no Verão noutros clubes como o Tamariz ou NoSolo  Depois o projeto cresceu para fora dos clubes, tomou a forma de espetáculo e actua nos maiores palcos do país: Festival F , Sol da Caparica , Meo Sudoeste , entre outros. Terá ainda o palco secundário do Rock in Rio entregue à sua curadoria . Com o I Love Baile Funk, lançou o single #Sextou  e várias remisturas para artistas como David Carreira, SupaSquad , Blaya… #Sextou foi para o nº1 do iTunes, Apple Music e Spotify,  Com No Maka (produtores do hit Faz Gostoso) e Favela LaCroix. O I Love Baile Funk tem ainda um programa de rádio semanal animado por André Henriques, o Baile na CidadeFM. 
Pelo caminho dos projetos que abraçava e que liderava na cabine, o nome André Henriques e a magia que acontecia na pista começou a soar em todo o lado e o telefone tocava para abertura de grandes concertos como os de Alicia Keys , Miley Cyrus , Enrique Iglésias ou Anselmo Ralph no Pavilhão Atlântico ou Mika no Coliseu de Lisboa. 
Em 2014 passa a ser agenciado pela WAM - We Are Music, ao lado da Agir, Paulo de Carvalho, DJ Nokin, MGDRV, entre outros . Foi um agenciamento que alavancou muitas possibilidades e oportunidades no mercado e que pautou o caminho a seguir. 
Aquando a sua saída da rádio em 2016, criou a Revenge of the 90’s com a holding New Sheet Brand Activation. Este foi um projecto que saiu de um sonho muito trabalho e do segredo mais bem escondido da noite portuguesa. Com dois meses de vida, a Time Out chamou-lhe a maçonaria das festas . O fenómeno dos 90 cresceu e esgotou os maiores recintos do país. Já vai na terceira tour nacional e teve a presença dos maiores artistas noventeiros a nível nacional e internacional: Lou Bega, Vengaboys, RedNex, The Socca Boys, King Africa, Daisy Dee, Las Ketchup, Los del Rio, Haddaway Anjos, Além Mar, David Fonseca, Toy, Hérman José, João Baião, Netinho, Melão, Ana Malhoa, Olavo Bilac, D’Arrasar, Ace (Mind Da Gap), a lista continua . 
O Verão de 2018 foi marcado pela criação do Churrasquinho , o fenómeno que veio acordar os Domingos de Lisboa. Um fim de tarde com areia no corpo e samba no pé com a liderança de André Henriques na cabine e no cérebro da operação. Criou filas intermináveis à porta mas as horas lá dentro pareciam voar . Vendeu o Churrasquinho em 2019 e partiu para a aventura Cafuné. by I Love Baile Funk. 
No Inverno de 2018 criou o Cacau Social  e o I Love Reggaeton, dois conceitos puramente latinos, com salero que se espalha pela pista e deixa todos a desejar que não acabe nunca. 

## EMPRESAS
Ao mesmo tempo que a carreira de DJ se desenrolava, começou o desejo de ter uma produtora de eventos. Em Portugal é complicado viver somente como DJ contratado, principalmente na música eletrónica e abre a sua agência com o primo Miguel Henriques: a H Collective. Começa como um colectivo de artistas, entretanto o seu caminho leva-os a abrir um bar no Cartaxo até que nascem os primeiros produtos comerciais - Let’s Control the 80’s, Let’s Control the 90’s. Sediam-se em Lisboa e desenvolvem um leque diversificado de clientes - corporativos, clubes e promotores. Abraçam, então, os desafios do Brown Sugar e do Bosq, nascem os conceitos I Love Baile Funk, Revenge of the 90’s, Churrasquinho, I Love Reggaeton, Cacau Social e Cafuné. E o resto é história. 
No percurso, cresceu a necessidade de suporte técnico para todas as aventuras e os equipamentos foram aumentando de número em armazém bem como uma equipa especializada que os soubesse operar. Nasceu assim a Providers, a empresa de aluguer e instalação de audiovisuais da qual detém sociedade. 
É em Espanha, a gravar um piloto para o programa da SIC “Formigueiro”  - com Marco Horácio - que conhece Paulo Silver, actor e empresário. Uns tempos mais tarde conhece Miguel Galão, sócio de Paulo, e começa uma amizade de mentes que pensam de forma semelhante. Nesta altura, André Henriques tinha já dado os primeiros passos do panorama dos 90 em Portugal com a festa “Let’s Control the 90’s” e foi nesse contexto que Paulo Silver se encontra com ele para começarem a Revenge of the 90’s. Começou assim a parceria entre a H Collective e a New Sheet Brand Activation. Uma simbiose que faz duas empresas juntarem-se em trabalho como uma só . Numa máquina bem oleada que cria experiências inesquecíveis aos seus clientes, os feitos em comum são inumeráveis.
1. ↑  «André Henriques: "Ainda hoje me questiono se vou ou não conseguir viver disto"». PLAYBOY. Consultado em 30 de junho de 2020
2. ↑  http://www.destak.pt/artigo/180390
3. ↑  https://gruporenascencamultimedia.com/tag/mega-hits-andre-henriques-teresa-alves-offspring-rock-in-rio/
4. ↑  https://gruporenascencamultimedia.com/2013/02/18/estreia-do-novo-cafe-da-manha-ouve-aqui-os-melhores-momentos
5. ↑  https://marketeer.sapo.pt/andre-henriques-deixa-rfm
6. ↑  https://gruporenascencamultimedia.com/2015/02/06/vozes-do-cafe-da-manha-no-filme-spongebob-squarepants/
7. ↑  https://www.voxartist.pt/destaques/andre-henriques/
8. ↑  https://cidade.iol.pt/i-love-baile-funk
9. ↑  https://www.viralagenda.com/pt/events/285870/filipe-goncalves-e-andre-henriques-vespera-de-feriado
10. ↑  http://myguide.iol.pt/events/festas-lets-control-the-80s
11. ↑  https://nit.pt/cultura/musica/radio-hotel-bosq-juntam-aniversarios-numa-so-festa-epica-lisboa
12. ↑  https://www.teleculinaria.pt/featured/a-mesa-com-andre-henriques-e-mariana-alvim/
13. ↑  http://asnamanga.com/as-bate-papo-com-o-coletivo-blooprecordings-que-lacra-em-portugal-so-usa-vinil-e-bolou-pool-party-sem-agua-para-nao-detonar-chapinha/
14. ↑  https://deejay.pt/noticias/mix/item/1408-bloop-recordings-inaugura-loja-em-lisboa-em-pleno-record-store-day
15. ↑  https://www.festivalf.pt/pt/agenda/52641/baile-funk.aspx
16. ↑  https://quinto-canal.com/musica/o-sol-da-caparica-2019-concerto-de-i-love-baile-funk
17. ↑  https://blitz.pt/principal/update/2018-08-01-MEO-Sudoeste-anuncia-programacao-do-ultimo-palco
18. ↑  «Rock in Rio Lisboa». rockinriolisboa.sapo.pt. Consultado em 30 de junho de 2020
19. ↑  https://www.deejay.pt/noticias/musica/item/4948-no-maka-apresentam-colaboracao-com-i-love-baile-funk-e-favela-lacroix
20. ↑  https://open.spotify.com/track/2MVnW4ofN8sSW8BnaMAeoA
21. ↑  https://gruporenascencamultimedia.com/2013/06/18/dj-rfm-faz-primeira-parte-do-concerto-de-alicia-keys/
22. ↑  https://www.noitemusicamagazine.pt/reportagens/miley-cyrus-na-meo-arena-em-lisboa-reportagem/7826
23. ↑  https://musicfest.pt/mickael-carreira-e-convidado-de-enrique-iglesias-no-meo-arena-24565/
24. ↑  Magazine, Noite e Música (9 de dezembro de 2012). «Mika @ Coliseu dos Recreios - Noite e Música Magazine». Consultado em 30 de junho de 2020
25. ↑  https://www.dn.pt/sociedade/lx-factory-em-oeiras-agora-ha-um-novo-palaceo-8595473.html
26. ↑  https://www.timeout.pt/lisboa/pt/noite/revenge-of-the-90s-a-maconaria-das-festas
27. ↑  https://revengeofthe90s.com/about/
28. ↑  https://marketeer.sapo.pt/domingo-e-sinonimo-de-baile-funk-no-ferroviario
29. ↑  https://www.noticiasaominuto.com/lifestyle/1295340/churrasquinho-by-i-love-baile-funk-netinho-e-o-convidado-deste-domingo
30. ↑  https://nit.pt/cultura/musica/cacau-social-as-novas-matines-lisboa-muitos-ritmos-latinos
31. ↑  https://www.atelevisao.com/sic/sic-aposta-em-nova-temporada-de-o-formigueiro/
32. ↑  https://www.sabado.pt/dinheiro/detalhe/o-negocio-milionario-com-a-nostalgia-dos-anos-90